# 28 Pułk Strzelców Kaniowskich
28 Pułk Strzelców Kaniowskich (28 pp) – oddział piechoty Wojska Polskiego II RP.
Sformowany w lipcu 1919 roku. Toczył walki na Wołyniu, a następnie nad Styrem w rejonie Rafałówki. Walczył z Czechami o Śląsk Cieszyński, potem nad Niemnem w rejonie Skidla i w rejonie Lwowa. Walczył też z wojskami ukraińskimi nad Seretem. Od 4 lipca 1920 rozpoczął odwrót w kierunku na Oszmianę i Lidę. W Bitwie Warszawskiej z Nieporętu atakował w kierunku na Wólkę Radzymińską i Mokre. W okresie międzywojennym pułk stacjonował w Łodzi i podporządkowany był dowódcy 10 Dywizji Piechoty.

## Formowanie
28 pułk Strzelców Kaniowskich powstał w lipcu 1919, we Wschodniej Małopolsce i na Wołyniu, w wyniku połączenia 13 pułku strzelców polskich z 28 pułkiem piechoty „Dzieci Łódzkich”. Nazwa pułku została mu przyznana rozkazem nr 88 Naczelnego Wodza z dnia 26 sierpnia 1919.
W grudniu 1919 batalion zapasowy pułku stacjonował w Łodzi.

## Działania bojowe w latach 1919–1920
Z Besarabii przez Bukowinę 13 pułk strzelców dotarł do Małopolski Wschodniej 12 czerwca 1919, a już następnego dnia przystąpił do działań bojowych w rejonie Stanisławowa i Jezupola. Działania te prowadził do 2 lipca, po czym odjechał do wsi Pałahicze, gdzie połączył się z 28 pułkiem piechoty „Dzieci Łódzkich”.
28 pułk piechoty powstał jesienią 1918. Od stycznia 1919 prowadził działania bojowe. Drugi batalion toczył walki na Wołyniu, w rejonie Kowla i Łucka, a następnie nad Styrem w rejonie Rafałówki. Trzeci batalion toczył boje z Czechami na Śląsku Cieszyńskim, potem nad Niemnem w rejonie Skidla, a następnie został przerzucony w rejon Lwowa, gdzie brał udział w jego obronie, po czym w pogoni za wojskami ukraińskimi dotarł do Tarnopola i w rejon Trembowli. Tam stoczył 12 czerwca zwycięską bitwę pod Iwankowem. Pierwszy batalion w czerwcu 1919 stoczył przegrany bój pod Brzeżanami.
Już jako 28 pułk Strzelców Kaniowskich (przydomek Kaniowskich pochodzi od Bitwy pod Kaniowem, w której brał udział 13 pułk strzelców) walczył z wojskami ukraińskimi nad Seretem aż do linii rzeki Zbrucz, którą osiągnął 19 lipca 1919.
W końcu września pułk przerzucono pod Wilno, gdzie pełnił służbę patrolową na linii demarkacyjnej polsko-litewskiej. Tutaj spędził zimę 1919/1920. Po skoncentrowaniu się w połowie maja koło stacji Ignalino odmaszerował w kierunku Kozian, gdzie prowadził walki nad Dzisną w rejonie Mariampola, Kozian, Twerecza i Szarkowszczyzny.
Pod wpływem ogromnej przewagi wojsk sowieckich, od 4 lipca 1920 pułk rozpoczął odwrót w kierunku na Oszmianę i Lidę. W drugiej połowie lipca staczał boje pod Trokielami, Grodnem, Indurą i przez Białystok, Ostrów, Brańszczyk, Serock, Zegrze dotarł do Jabłonny.
W Bitwie Warszawskiej z miejscowości Nieporęt atakował w kierunku na Wólkę Radzymińską i Mokre, które zdobył w południe 16 sierpnia 1920. Po utracie Mokrego nieprzyjaciel nie stawiał już większego oporu na tym kierunku, a pułk odszedł do odwodu.

### Mapy bitew
|  |  |  |  |  |  |  |  |  |

### Kawalerowie Virtuti Militari
| Żołnierze pułku odznaczeni Krzyżem Srebrnym Orderu Wojskowego Virtuti Militari za wojnę 1918-1920 | Żołnierze pułku odznaczeni Krzyżem Srebrnym Orderu Wojskowego Virtuti Militari za wojnę 1918-1920 | Żołnierze pułku odznaczeni Krzyżem Srebrnym Orderu Wojskowego Virtuti Militari za wojnę 1918-1920 | Żołnierze pułku odznaczeni Krzyżem Srebrnym Orderu Wojskowego Virtuti Militari za wojnę 1918-1920 |
| ------------------------------------------------------------------------------------------------- | ------------------------------------------------------------------------------------------------- | ------------------------------------------------------------------------------------------------- | ------------------------------------------------------------------------------------------------- |
| st sierż. Ernest Angelo nr 2485                                                                   | pchor. Józef Appel                                                                                | st. sierż. Stanisław Biskupski                                                                    | por. Jerzy Boski                                                                                  |
| sierż. Władysław Bromiński nr 649                                                                 | sierż. Bolesław Czuliński                                                                         | ppor. Józef Gryglaszewski                                                                         | sierż. Jan Gutkowski                                                                              |
| st. sierż. Jan Hodoń                                                                              | st. szer. Ignacy Jaskóła nr 1106                                                                  | kpt. Marian Kański                                                                                | sierż. Zygmunt Kawa                                                                               |
| sierż. Kazimierz Kleber                                                                           | ppor. Wacław Klinke                                                                               | st. szer. Józef Kobus                                                                             | plut. Kazimierz Kowalski                                                                          |
| plut. Ryszard Koziełło                                                                            | kpt. Władysław Kudaj                                                                              | sierż. Józef Kulesza                                                                              | st. szer. Kazimierz Lebiedowski                                                                   |
| kpr. Bronisław Lewiński                                                                           | kpr. Szczepan Madej                                                                               | por. Mieczysław Maj                                                                               | pchor. Edward Malbrocki                                                                           |
| kpr. Józef Minkina                                                                                | st. sierż. Stanisław Muszyński                                                                    | st. sierż. Władysław Nagórski                                                                     | por. Przemysław Nakoniecznikoff-Klukowski                                                         |
| ppor. Stanisław Nowicki                                                                           | kpr. Józef Pabis                                                                                  | szer. Stanisław Pałka                                                                             | ppor. Tadeusz Petrulewicz nr 863                                                                  |
| ppor. Benedykt Pęczkowski                                                                         | st. sierż. Stanisław Piasek nr 567                                                                | kpr. Stanisław Pióro                                                                              | por. Stefan Pogonowski                                                                            |
| kpr. Władysław Polański                                                                           | sierż. Michał Prus                                                                                | st. szer. Stanisław Prusik                                                                        | plut. Józef Pustelnik                                                                             |
| sierż. Stefan Rabęcki                                                                             | ppor. Stefan Rawicki                                                                              | por. Władysław Raypert                                                                            | sierż. Jan Rudnik                                                                                 |
| ppor. Czesław Rzedzicki                                                                           | por. Antoni Sanojca                                                                               | mjr Stanisław Sobieszczak                                                                         | st. sierż. Stanisław Sławowczyk                                                                   |
| plut. Roman Stefański                                                                             | kpt. Ksawery Sutowski                                                                             | sierż. Henryk Świetlicki                                                                          | ppor. Juliusz Szczęsny                                                                            |
| por. Wacław Szymański                                                                             | ppłk Wiktor Thommée                                                                               | ppor. Jan Topczewski                                                                              | ppor. Wacław Tuziński                                                                             |
| pchor. Czesław Twardowski                                                                         | ppor. Witold Więckowski                                                                           | st. sierż. Stanisław Wocial                                                                       | por. Jan Wrzosek                                                                                  |
| ppor. Wacław Zaborowski                                                                           |                                                                                                   |                                                                                                   |                                                                                                   |

## Pułk w okresie pokoju

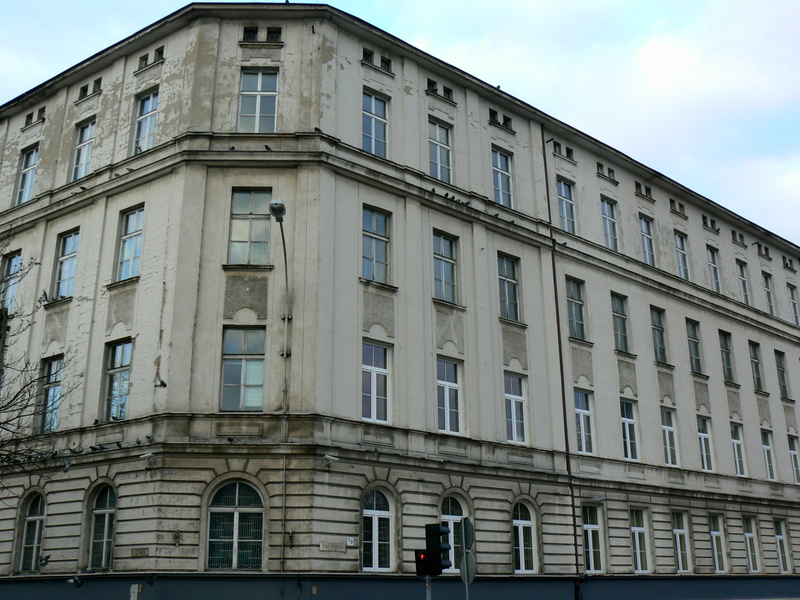
Budynek przedwojennych Koszar im. J. Piłsudskiego 28 pSK

W okresie międzywojennym pułk stacjonował na terenie Okręgu Korpusu Nr IV w garnizonie Łódź i podporządkowany był dowódcy 10 Dywizji Piechoty. Stacjonował w koszarach im. Józefa Piłsudskiego w Łodzi przy zbiegu ul. Leszno i Żeligowskiego, praktycznie w samym centrum miasta. Okazały budynek koszar zachował się do dziś, obecnie jest własnością Uniwersytetu Medycznego w Łodzi.
14 sierpnia 1929 o 6:40 w katastrofie kolejowej na linii Łódź Kaliska-Łódź Fabryczna zginęło siedmiu żołnierzy pułku: Zygmunt Wiśniewski, Albin Urbaniak, Jakub Doński, Jakub Giersz, Bazyli Łapkiewicz, Jefim Korniuk i Józef Dolny, a kolejnych 23 zostało ciężko rannych (plut. Władysław Ozdoba i szeregowcy: Józef Strach, Stanisław Kowalski, Jakub Hamerfeld, Stanisław Słomkiewicz, Józef Bednarek, Ilko Petryk, Lucjan Hołówko, Lucjan Kędzierski, Leonard Tomczak, Marian Psiuch, Leon Szpinder, Władysław Czerwiński, Władysław Kiełba, Ilko Szewek, Paweł Wojtowicz, Włodzimierz Kieba, Antoni Szulc, Michał Jarzyński, Dymitr Kocur, Bolesław Stankiewicz, Władysław Gzimiński, Zygmunt Bąk). Ponadto żywcem spłonęło dwóch kolejarzy: nadkonduktor Ignacy Grzebielak i Antoni Gorzeń. Kolejnych siedmiu zostało rannych, w tym dwóch bardzo ciężko. W wyniku złego nastawienia zwrotnicy pociąg mieszany nr 3371, którym jechali żołnierze, najechał na odchodzący pociąg towarowy nr 33 376.
Na podstawie rozkazu wykonawczego Ministerstwa Spraw Wojskowych do Departamentu Piechoty o wprowadzeniu organizacji piechoty na stopie pokojowej PS 10-50 z 1930 roku, w Wojsku Polskim wprowadzono trzy typy pułków piechoty. 28 pułk piechoty zaliczony został do typu I pułków piechoty (tzw. „normalnych”). W każdym roku otrzymywał około 610 rekrutów. Stan osobowy pułku wynosił 56 oficerów oraz 1500 podoficerów i szeregowców. W okresie zimowym posiadał batalion starszego rocznika, batalion szkolny i skadrowany, w okresie letnim zaś batalion starszego rocznika i dwa bataliony poborowych.
Po wprowadzeniu w 1930 nowej organizacji piechoty na stopie pokojowej, pułk szkolił rekrutów dla potrzeb batalionu Korpusu Ochrony Pogranicza.
| Obsada personalna i struktura organizacyjna w marcu 1939 | Obsada personalna i struktura organizacyjna w marcu 1939 |
| Stanowisko                                               | Stopień, imię i nazwisko                                 |
| Dowództwo, kwatermistrzostwo i pododdziały specjalne     | Dowództwo, kwatermistrzostwo i pododdziały specjalne     |
| -------------------------------------------------------- | -------------------------------------------------------- |
| dowódca pułku                                            | ppłk Wincenty Kurek                                      |
| I zastępca dowódcy                                       | ppłk Wacław Makatrewicz                                  |
| adiutant                                                 | kpt. Kazimierz Michał Gryziecki                          |
| starszy lekarz                                           | mjr dr Adam Molka                                        |
| młodszy lekarz                                           | por. lek Jan Józef Bojarski                              |
| II zastępca dowódcy (kwatermistrz)                       | mjr Karol Leon Zaprutkiewicz                             |
| oficer mobilizacyjny                                     | kpt. Jan Bartczak                                        |
| zastępca oficera mobilizacyjnego                         | por. Leon Olejniczak                                     |
| oficer administracyjno-materiałowy                       | p.o. por. Emil Woźniak                                   |
| oficer gospodarczy                                       | kpt. int. Jerzy Andrzej Wodziński                        |
| oficer żywnościowy                                       | por. Józef Konstanty Tys                                 |
| oficer taborowy                                          | por. Emil Woźniak(*)                                     |
| kapelmistrz                                              | kpt. adm. (kapelm.) Aleksander Gaul                      |
| dowódca plutonu łączności                                | kpt. Kasper Ślepokura                                    |
| dowódca plutonu pionierów                                | por. Janusz Michał Orłowski                              |
| dowódca plutonu artylerii piechoty                       | kpt. art. Bolesław Świtoniak                             |
| dowódca plutonu ppanc.                                   | por. Jan Maśliński                                       |
| dowódca oddziału zwiadu                                  | ppor. Władysław Kulfan                                   |
| I batalion                                               |                                                          |
| dowódca batalionu                                        | mjr Wiesław Zygmunt Hołubski                             |
| dowódca 1 kompanii                                       | por. Aleksander Pogorzelski                              |
| dowódca plutonu                                          | ppor. Tadeusz Bolesław Kukulski                          |
| dowódca plutonu                                          | ppor. Tadeusz Władysław Malinowski                       |
| dowódca 2 kompanii                                       | kpt. Eugeniusz Marian Smoliński                          |
| dowódca plutonu                                          | por. Włodzimierz Pęski                                   |
| dowódca 3 kompanii                                       | kpt. Ignacy Wieliczko                                    |
| dowódca plutonu                                          | ppor. Roman Marian Błaszczak                             |
| dowódca plutonu                                          | ppor. Leon Sapiński                                      |
| dowódca 1 kompanii km                                    | por. Jan Zenon Świerczyński                              |
| dowódca plutonu                                          | ppor. Mieczysław Tadeusz Mińczakowski                    |
| II batalion                                              |                                                          |
| dowódca batalionu                                        | mjr Józef Jerzy Korczewski                               |
| dowódca 4 kompanii                                       | por. Jan Feliks Wrona                                    |
| dowódca plutonu                                          | ppor. Zbigniew Józef Karol Opioła                        |
| dowódca 5 kompanii                                       | kpt. Jan Chamielec                                       |
| dowódca plutonu                                          | ppor. Henryk Wiktor Górny                                |
| dowódca 6 kompanii                                       | kpt. Aleksander Mazur                                    |
| dowódca plutonu                                          | ppor. Zbigniew Janowski                                  |
| dowódca 2 kompanii km                                    | kpt. Marian Jan Mytkowicz                                |
| dowódca plutonu                                          | por. Antoni Alojzy Węgrzyn                               |
| dowódca plutonu                                          | ppor. Tadeusz Stanisław Marek Słowik                     |
| III batalion                                             |                                                          |
| dowódca batalionu                                        | mjr Stanisław Kubalski-Milan                             |
| dowódca 7 kompanii                                       | por. Tomasz Fijałkowski                                  |
| dowódca plutonu                                          | ppor. Wilhelm Michał Zając                               |
| dowódca 8 kompanii                                       | por. Piotr Stefan Alfons Wojciszewski                    |
| dowódca plutonu                                          | por. Piotr Muniak                                        |
| dowódca 9 kompanii                                       | kpt. Stefan Bojakowski                                   |
| dowódca plutonu                                          | por. Stanisław Wróbel                                    |
| dowódca plutonu                                          | ppor. Henryk Stanisław Śniady                            |
| dowódca 3 kompanii km                                    | kpt. Piotr Szymczak                                      |
| dowódca plutonu                                          | ppor. Marian Bolesław Górnicki                           |
| na kursie                                                | kpt. Stefan Stanisław Gwoździński                        |
| 28 kompania wartownicza „Gałkówek”                       |                                                          |
| dowódca                                                  | kpt. adm. (piech.) Adam Gostwicki                        |
| zastępca dowódcy                                         | kpt. adm. (piech.) Jan Fryderyk Ludwig                   |
| Dywizyjny Kurs Podchorążych Rezerwy 10 DP                |                                                          |
| dowódca                                                  | mjr Jan Rękorajski                                       |
| dowódca plutonu                                          | kpt. Leonard Malinowski                                  |
| dowódca plutonu                                          | por. Czesław Łukomski                                    |
| dowódca plutonu                                          | ppor. Czesław Niewiadomski                               |
| dowódca plutonu                                          | ppor. Eugeniusz Oryński                                  |
| Dywizyjny Kurs Dla Podoficerów Nadterminowych 10 DP      |                                                          |
| dowódca                                                  | kpt. Jan Bielecki                                        |
| dowódca plutonu                                          | ppor. Jerzy Korwin-Wierzbicki                            |
| dowódca plutonu                                          | ppor. Jan Skwark [31 pp]                                 |
| 28 obwód przysposobienia wojskowego                      |                                                          |
| kmdt obwodowy PW                                         | p.o. kpt. piech. Bolesław Stanisław Antoń(*)             |
| kmdt miejski PW Łódź I                                   | por. piech. Henryk Gruszka                               |
| kmdt miejski PW Łódź II                                  | ppor. kontr. piech. Borys Fiedotjew                      |
| kmdt miejski PW Łódź III                                 | vacat                                                    |
| kmdt miejski PW Łódź IV                                  | kpt. piech. Bolesław Stanisław Antoń(*)                  |
| kmdt powiatowy PW Łódź                                   | por. kontr. piech. Mikołaj Milczyński                    |

## Kampania wrześniowa
24 sierpnia 1939, w czasie mobilizacji alarmowej, pułk został uzupełniony rezerwistami, mieszkańcami Łodzi oraz okolic, a następnie przetransportowany w rejon Błaszek.
| Organizacja wojenna i obsada personalna pułku we wrześniu 1939 | Organizacja wojenna i obsada personalna pułku we wrześniu 1939 |
| Stanowisko                                                     | Stopień, imię i nazwisko                                       |
| Dowództwo                                                      | Dowództwo                                                      |
| -------------------------------------------------------------- | -------------------------------------------------------------- |
| dowódca                                                        | ppłk Wincenty Kurek                                            |
| I adiutant                                                     | kpt. Ignacy Wieliczko                                          |
| II adiutant                                                    | por. rez. Adam Bierzwiński                                     |
| oficer informacyjny                                            | N.N.                                                           |
| oficer łączności                                               | kpt. Kasper Ślepokura                                          |
| kwatermistrz                                                   | mjr piech. Karol Zaprutkiewicz                                 |
|                                                                | kpt. Kazimierz Gryziecki                                       |
| oficer płatnik                                                 | N.N.                                                           |
| oficer żywnościowy                                             | N.N.                                                           |
| naczelny lekarz                                                | por. lek. Jan Bojarski                                         |
| kapelan                                                        | kpt. rez. ks. Michał Stańczyk                                  |
| dowódca kompanii gospodarczej                                  | por. Jan Turkowski                                             |
| I batalion                                                     |                                                                |
| dowódca batalionu                                              | mjr Stanisław Milan                                            |
| adiutant batalionu                                             | ppor. Mieczysław Miller                                        |
| dowódca 1 kompanii strzeleckiej                                | por. Stanisław Wróbel                                          |
| dowódca 2 kompanii strzeleckiej                                | por. Jan Wrona                                                 |
| dowódca 3 kompanii strzeleckiej                                | por. rez. Kazimierz Fiedofiew                                  |
| dowódca 3 kompanii strzeleckiej                                | por. rez. Marian Petz                                          |
| dowódca 1 kompanii cekaemów                                    | por. Jan Świerczyński                                          |
| II batalion                                                    |                                                                |
| dowódca batalionu                                              | mjr Józef Jerzy Korczewski                                     |
| adiutant batalionu                                             | ppor. rez. Michał Dąbrowski                                    |
| dowódca 4 kompanii strzeleckiej                                | por. Marian Górnicki                                           |
| dowódca 5 kompanii strzeleckiej                                | ppor. rez. Zygmunt Ulrych                                      |
| dowódca 6 kompanii strzeleckiej                                | por. Janusz Orłowski                                           |
| dowódca 6 kompanii strzeleckiej                                | ppor. Henryk Górny                                             |
| dowódca 2 kompanii cekaemów                                    | kpt. Aleksander Mazur                                          |
| III batalion                                                   |                                                                |
| dowódca batalionu                                              | mjr Jan Cichocki                                               |
| adiutant batalionu                                             | ppor. rez. Feliks Missala                                      |
| dowódca 7 kompanii strzeleckiej                                | por. Piotr Muniak                                              |
| dowódca 8 kompanii strzeleckiej                                | por. Aleksander Pogorzelski                                    |
| dowódca 9 kompanii strzeleckiej                                | por. Jerzy Korwin-Wierzbicki                                   |
| dowódca 3 kompanii cekaemów                                    | kpt. Leonard Malinowski                                        |
| Pododdziały specjalne                                          |                                                                |
| dowódca kompanii przeciwpancernej                              | kpt. Jan Chamielec                                             |
| dowódca plutonu artylerii piechoty                             | kpt. Bolesław Świtoniak                                        |
| dowódca kompanii zwiadowców                                    | ppor. Władysław Kulfan                                         |
| dowódca plutonu pionierów                                      | por. Janusz Orłowski                                           |
| dowódca plutonu przeciwgazowego                                | por. Henryk Gruszka                                            |

### Mapy bitew
|  |  |

## Symbole pułkowe

### Sztandary
25 maja 1919 roku przed odjazdem na front dowództwa pułku i I batalionu, Łódź, reprezentowana przez wszystkie zrzeszenia, cechy i organizacje społeczne uroczyście wręczyła swym „Dzieciom” chorągiew. W 1930 roku chorągiew została przekazana do Muzeum Wojska w Warszawie.
Nowa chorągiew została wykonana zgodnie z wzorem chorągwi pułkowej w piechocie, określonym w Ustawie z dnia 1 sierpnia 1919 roku o godle i barwach Rzeczypospolitej Polskiej. „Prezydent Rzeczypospolitej zarządzeniem z dnia 25 lipca 1927 r. zatwierdził wzór lewej strony płachty chorągwi 28 Pułku Piechoty”.
W niedzielę 15 maja 1927 roku na placu Dąbrowskiego w Łodzi odbyła się ceremonia wręczenia chorągwi. Po mszy świętej ksiądz biskup Kazimierz Tomczak sufragan diecezji łódzkiej poświęcił chorągiew ufundowaną przez społeczeństwo Łodzi. Następnie prezes rady miejskiej doktor Bolesław Fichna wręczył poświęcony sztandar Prezydentowi RP Ignacemu Mościckiemu „prosząc aby go oddał pułkowi, w którego szeregach walczyła i ginęła młodzież łódzka. Prezydent przyjął sztandar z rąk prezesa rady miejskiej i oddał go klęczącemu dowódcy pułku płk. Oziewiczowi”.
Od 28 stycznia 1938 roku chorągiew pułkowa zaczęła być oficjalnie nazywana sztandarem. Po wojnie nie udało się odnaleźć sztandaru. Nadal jest uznawany za zaginiony.

### Odznaka pamiątkowa
Odznakę pierwotnie stanowił orzeł trzymający w szponach dwie skrzyżowane szable i tarczę. Na tarczy herb m. Łodzi i inicjały LA 28 L.P.P. Jednoczęściowa - bita z blachy srebrzonej. Wymiary: 39x27 mm.
16 listopada 1926 roku Minister Spraw Wojskowych marszałek Polski Józef Piłsudski zatwierdził wzór odznaki 28 pułku piechoty, a 23 kwietnia 1929 roku jej regulamin.
Odznaka o wymiarach 41x41 mm ma kształt krzyża kawalerskiego, którego ramiona pokryte są białą emalią ze srebrno oksydowanym obramowaniem. Na ramionach krzyża srebrne znaki: herb Łodzi, miniatura odznaki POW, odznaka Oddziału Werbunkowo-Agitacyjnego 4 Dywizji gen. L. Żeligowskiego, nazwy pól bitewnych: „BOREJKI”, „AUTA”, „RADZYMIN” i „SOKAL”. Środek odznaki stanowi emaliowana w kolorze karminowym tarcza z numerem „28” otoczona wieńcem laurowym. Pola między ramionami krzyża wypełniają dwa skrzyżowane miecze zwrócone ostrzami ku górze. Odznaka oficerska - czteroczęściowa, wykonana w srebrze, elementy łączone nitami, emaliowana. Wykonawcą odznaki był Wiktor Gontarczyk z Warszawy.

## Strzelcy kaniowscy
Dowódcy pułku
Dowódca 13 Pułku Strzelców Polskich
- ppłk piech. Franciszek Sikorski

Dowódcy 28 Pułku „Dzieci Łódzkich”
- ppłk piech. Stanisław Palle (do 12 I 1919)
- ppłk piech. Jerzy Lesiecki (13 I – 14 VII 1919)

Dowódcy 28 Pułku Strzelców Kaniowskich
- ppłk piech. Franciszek Sikorski (15 VII – 11 X 1919)
- mjr piech. Stanisław Sobieszczak (12 – 23 X 1919)
- mjr piech. Jan Tabaczyński (24 X 1919 – 25 VI 1920)
- ppłk piech. Wiktor Thommée (26 VI 1920 – 21 III 1921)
- ppłk piech. Juliusz Zulauf (21 III – 25 X 1921)
- mjr piech. Józef Zborowski (p.o. 25 X 1921 – 11 I 1922)
- ppłk piech. Władysław Dragat (11 I 1922 – VI 1923[31] → Rezerwa Oficerów Sztabowych DOK IV)
- ppłk piech. Erwin Kossowski (VI 1923[31] – X 1925 → praktyka poborowa w PKU Lublin[32])
- płk SG Franciszek Arciszewski (3 I[33] – 13 V 1926)
- ppłk piech. Józef Tunguz-Zawiślak (p.o. 13 V 1926 – 2 V 1927)
- ppłk / płk piech. Stanisław Oziewicz (4 V 1927 – 14 II 1929)
- ppłk / płk piech. Jan Bratro (14 II 1929 – 20 II 1938 → dowódca piechoty dywizyjnej 29 DP)
- ppłk piech. Bronisław Laliczyński (21 III 1938 – 20 III 1939 → dowódca 4 pp Leg.)
- ppłk piech. Wincenty Kurek (20 III – IX 1939)

Zastępcy dowódcy pułku
- ppłk piech. Mikołaj Kostecki (10 VII – 10 XI 1922 → dowódca 85 pp)
- ppłk piech. Konrad Wiktor Sieciński (1923 – 11 X 1926 → zastępca dowódcy 39 pp[34])
- ppłk piech. Józef Tunguz-Zawiślak (23 XII 1926[35] – 21 I 1930 → dowódca 84 pp)
- ppłk piech. Mieczysław Łukoski (21 I 1930 – 23 III 1932 → zastępca dowódcy 31 pp)
- ppłk dypl. Roman Umiastowski (23 III 1932 – VII 1936)
- ppłk piech. Wacław Makatrewicz (1936 – VIII 1939 → dowódca OZ 10 DP)

Obsada personalna pułku w 1920
- dowódca I batalionu – por. Stefan Pogonowski †15 VIII 1920
- dowódca I batalionu – por. Jerzy Boski (od 15 VIII 1920)
- dowódca 1 kompanii – ppor. Piotr Janus (ranny 16 VIII 1920)
- dowódca 1 kompanii – sierż. Ernest Angelo (p.o. od 16 VIII 1920)
- dowódca 3 kompanii – ppor. Władysław Kowalewski †23 VII 1920 Indura[37]
- dowódca 1 kompanii km – ppor. Piotr Piątkowski[38]
- dowódca 5 i 6 kompanii – ppor. Benedykt Pęczkowski †15 VIII 1920
- dowódca 7 kompanii – ppor. Wincenty Ciunelis †1 VIII 1920 Wysokie Mazowieckie[39]
- dowódca 8 kompanii – ppor. Witold Więckowski †24 V 1920
- szef kompanii – sierż. Władysław Nagórski
- dowódca III batalionu – kpt. Władysław Kudaj
- dowódca 9 kompanii – por. Artur Rogowski †VII 1920 zm. z ran[40]
- dowódca 10 kompanii – ppor. Jan Topczewski
- dowódca 3 kompanii km – por. Przemysław Nakoniecznikoff-Klukowski

### Żołnierze 28 pułku piechoty – ofiary zbrodni katyńskiej
Biogramy ofiar zbrodni katyńskiej znajdują się między innymi w bazach udostępnionych przez Ministerstwo Kultury i Dziedzictwa Narodowego oraz Muzeum Katyńskie.
| Nazwisko i imię         | stopień           | zawód                 | miejsce pracy przed mobilizacją  | zamordowany |
| ----------------------- | ----------------- | --------------------- | -------------------------------- | ----------- |
| Andziak Marcin          | ppor. rez.        | policjant             | PP w Łodzi                       | Katyń       |
| Bielecki Jerzy          | ppor. rez.        |                       |                                  | Katyń       |
| Borowski Czesław        | ppor. rez.        | geodeta               | Urząd Miejski w Łodzi            | Katyń       |
| Bużyński Stanisław      | por. rez.         | nauczyciel            | kier. Szkoły Powszechnej Długich | Katyń       |
| Ciesielski Czesław Jan  | ppor. rez.        | inżynier              | Izba Skarbowa w Łodzi            | Katyń       |
| Czaplicki Stefan Cezary | ppor. rez.        | nauczyciel            | gimnazjum w Rogoźnie             | Katyń       |
| Dworakowski Włodzimierz | por. rez.         | prawnik               |                                  | Katyń       |
| Gaul Aleksander         | kpt.              | żołnierz zawodowy     | kapelmistrz 28 pp                | Katyń       |
| Heinzel Leszek Edward   | ppor. rez.        | technik włókiennictwa |                                  | Katyń       |
| Herduś Jan Stanisław    | ppor. rez. piech. | nauczyciel            | Szkoła Powszechna w Stachlewie   | Katyń       |
| Koziński Jerzy          | ppor. rez.        | prawnik               |                                  | Katyń       |
| Krochmalski Jan         | por. rez.         | księgowy              | bank w Łodzi                     | Katyń       |
| Kukulski Tadeusz        | ppor.             | żołnierz zawodowy     | dowódca plutonu 1/28 pp          | Katyń       |
| Kurowski Mieczysław ?   | por.              | żołnierz zawodowy     |                                  | Katyń       |
| Łukomski Czesław        | por.              | żołnierz zawodowy     | dca pl kursu podchorążych 10 DP  | Katyń       |
| Matusiak Roman          | ppor. rez.        | buchalter             | zakłady graficzne w Łodzi        | Katyń       |
| Niedźwiedzki Marian     | ppor. rez.        | absolwent USB         |                                  | Katyń       |
| Niewiadomski Czesław    | ppor.             | żołnierz zawodowy     | dca pl kursu podchorążych 10 DP  | Katyń       |
| Oryński Eugeniusz       | ppor.             | żołnierz zawodowy     | dca pl kursu podchorążych 10 DP  | Katyń       |
| Paprota Antoni          | ppor. rez.        | handlowiec            |                                  | Katyń       |
| Piasecki Władysław      | ppor. rez.        | urzędnik              | Izba Skarbowa w Łodzi            | Katyń       |
| Simon Józef Cezar       | ppor. rez.        | absolwent UAM         |                                  | Katyń       |
| Smoliński Eugeniusz     | kpt.              | żołnierz zawodowy     | dowódca 2/28 pp                  | Katyń       |
| Spodenkiewicz Tadeusz   | ppor. rez.        | urzędnik              | pracował w Łodzi                 | Katyń       |
| Spruch Wacław           | ppor. rez.        | nauczyciel            | Dom Wychowawczy w Łodzi          | Katyń       |
| Szymski Henryk          | ppor. rez.        | prawnik               | sędzia Sądu Grodzkiego w Łodzi   | Katyń       |
| Wodziński Jerzy         | por.              | żołnierz zawodowy     | oficer gospodarczy 28 pp         | Katyń       |
| Zaprutkiewicz Karol     | mjr               | żołnierz zawodowy     | kwatermistrz 28 pp               | Katyń       |
| Zarybnicki Henryk       | ppor. rez.        | urzędnik              | pracował w Łodzi                 | Katyń       |
| Afelt Anicet Tadeusz    | por. rez.         | inżynier              | Wydział Dróg i Mostów m. Łodzi   | Katyń       |
| Czekay Henryk           | por. rez.         | nauczyciel            | gimnazjum w Pabianicach          | Charków     |
| Galanciak Bronisław     | ppor. rez.        | nauczyciel            | szkoła powszechna w Łodzi        | Charków     |
| Janowski Franciszek     | ppor. rez.        |                       | Magistrat m. Pabianice           | Charków     |
| Kluska Stefan           | por. rez.         | technik włókiennictwa |                                  | Charków     |
| Kominek Józef           | por. rez.         | nauczyciel            | szkoła specjalna w Tomaszowie    | Charków     |
| Kucharski Witold        | ppor. rez.        | handlowiec            |                                  | Charków     |
| Kwiatkowski Kazimierz   | ppor. rez.        |                       |                                  | Charków     |
| Mińczakowski Mieczysław | ppor.             | żołnierz zawodowy     | dowódca plutonu 1 kkm/28 pp      | Charków     |
| Okwieciński Józef       | por. rez.         | prawnik, mgr          |                                  | Charków     |
| Posselt Ryszard Adam    | ppor. rez.        | włókiennik            | fabryka włókiennicza w Łodzi     | Charków     |
| Postanowicz Alfred      | ppor. rez.        | technik drogowy       |                                  | Charków     |
| Remus Aleksander        | ppor. rez.        | inżynier chemik       | pracował w Łodzi                 | Charków     |
| Sroczyński Adam         | ppor. rez.        |                       |                                  | Charków     |
| Wieczorek Jerzy         | ppor. rez.        | prawnik               |                                  | Charków     |
| Wągrowski Stefan        | ppor. rez.        | nauczyciel            | szkoła w Łodzi                   | ULK         |
| Sierosławski Jan        | kpt. rez.         | policjant             | komisariat PP w Tomaszowie       | Kalinin     |

## Pamięć o pułku
W Łodzi jedną z ulic w dzielnicy Polesie, przebiegającą na obszarze tzw. Starego Polesia, nazwano imieniem Pułku. Od 2004 roku w Łodzi działa Stowarzyszenie Historyczne „Strzelcy Kaniowscy” kultywujące pamięć o 28 i 31 pSK; gromadzi pamiątki, a także organizuje i bierze udział w licznych przedsięwzięciach nawiązujących do historii obu pułków. Od 11 listopada 2016 roku w historycznym budynku koszar w Łodzi przy ulicy Żeligowskiego 7/9 działa „Izba Pamięci 28 pułku Strzelców Kaniowskich” prowadzona przez członków S.H. „Strzelcy Kaniowscy”. Izba gromadzi pamiątki, militaria i dokumenty historyczne związane z dziejami Strzelców Kaniowskich, a część zbiorów stowarzyszenia jest prezentowana w formie wystawy stałej, dostępnej dla zainteresowanych.

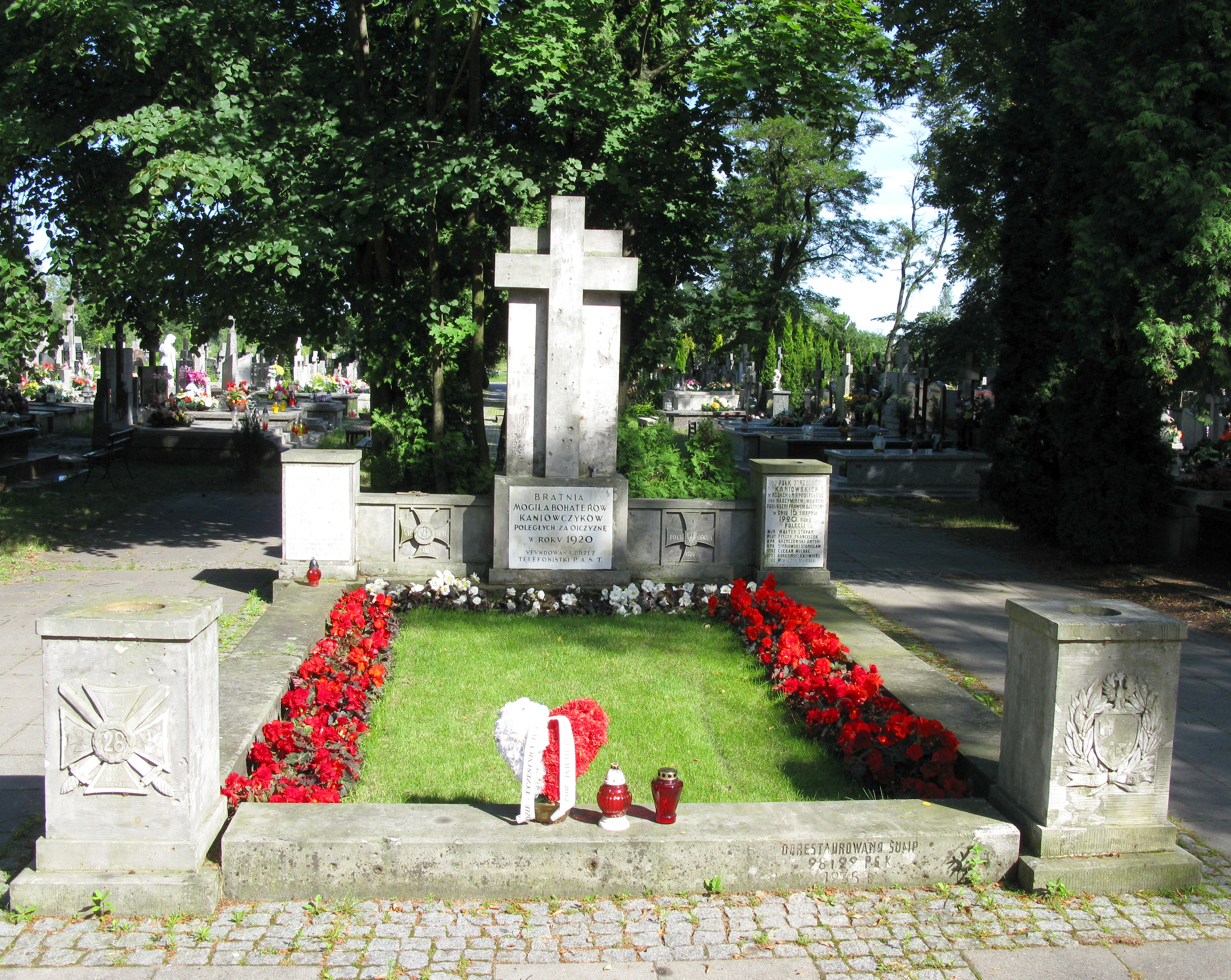
Bratnia mogiła strzelców kaniowskich poległych w czasie bitwy pod Radzyminem
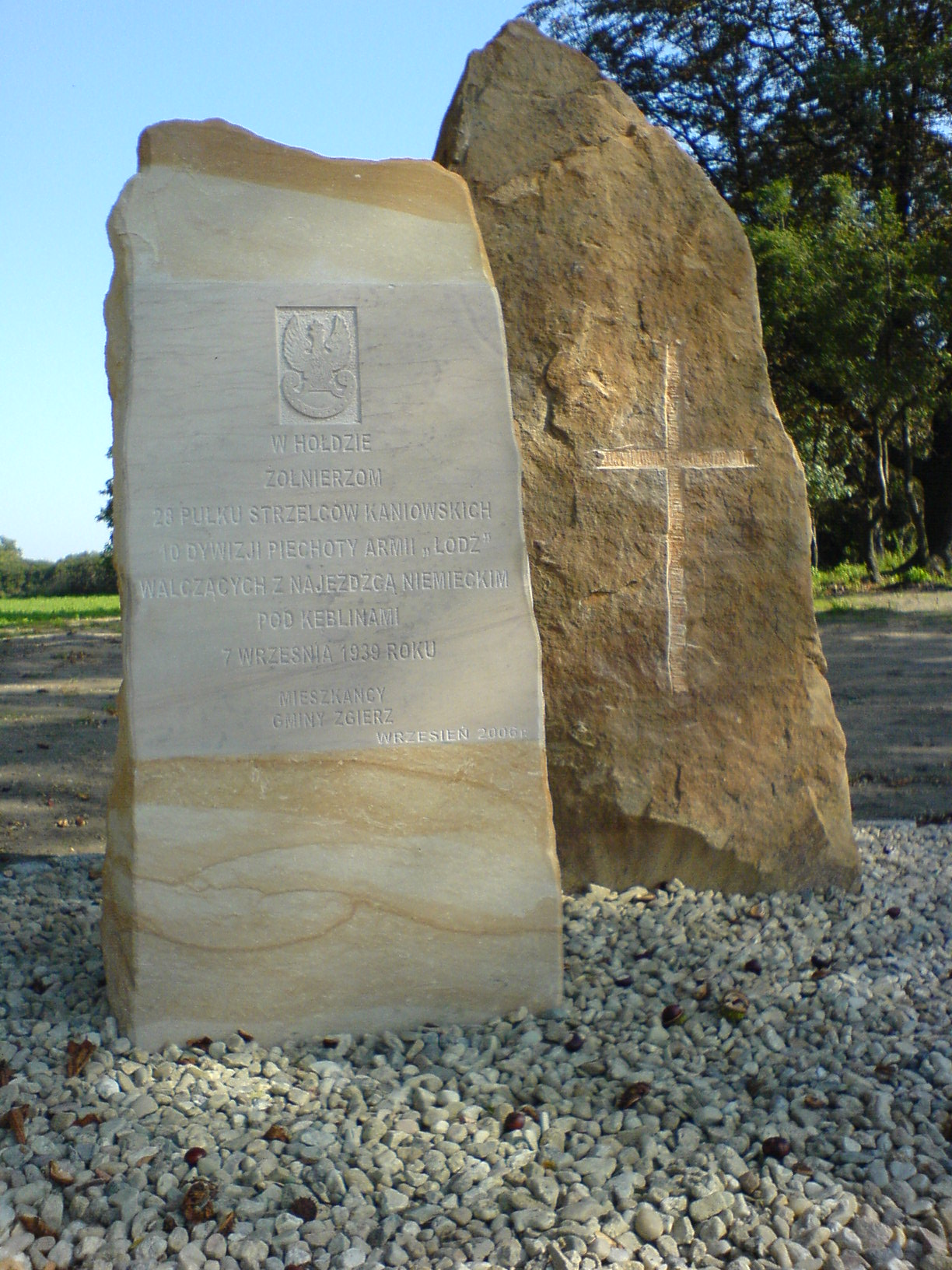
Pomnik w hołdzie żołnierzom 28 psk